# ايدمة (المكلا)

تعديل مصدري - تعديل

ايدمة هي إحدى قرى عزلة المكلا بمديرية المكلا التابعة لمحافظة حضرموت، بلغ تعداد سكانها 91 نسمة حسب تعداد اليمن لعام 2004.